# What Could Have Been Love
What Could Have Been Love è una power ballad della rock band statunitense Aerosmith, estratta come terzo singolo dall'album Music from Another Dimension! il 22 agosto 2012.

## Video musicale
Il videoclip del brano mostra gli Aerosmith che suonano all'interno di un vecchio pub, mentre alle loro spalle si svolge una storia d'amore tra un uomo e una donna. Il video è stato pubblicato sul canale Vevo ufficiale del gruppo il 19 ottobre 2012.

## Tracce
- Download digitale

1. What Could Have Been Love – 3:44

## Classifiche
| Classifica (2012)                | Posizione massima |
| -------------------------------- | ----------------- |
| Giappone                         | 7                 |
| Stati Uniti (adult contemporary) | 28                |
| Stati Uniti (adult top 40)       | 22                |
| Stati Uniti (rock)               | 48                |